# Schriftleitergesetz
Das Schriftleitergesetz  (verabschiedet am 4. Oktober 1933, in Kraft getreten am 1. Januar 1934) war eines der wichtigsten Instrumente zur Gleichschaltung der Presse im nationalsozialistischen Deutschen Reich.

## Inhalt
Im Schriftleitergesetz wurden die Erlaubnis zur Ausübung des Berufs und die Aufgaben des Schriftleiters (Redakteurs, Journalisten) festgeschrieben. Damit schuf es rechtliche Grundlage für die Kontrolle der Presseinhalte und regelte die persönlichen und politischen Voraussetzungen zur Ausübung des Berufs des Schriftleiters.
Für Schriftleiter war die Eintragung in die Berufsliste der Reichspressekammer, einer Abteilung der Reichskulturkammer, vorgeschrieben. Die Reichskulturkammer unterstand ihrerseits den Weisungen des von Goebbels geführten Propagandaministeriums (RMVP). Zur Aufnahme in die Liste musste eine einjährige Berufsausbildung vorgewiesen werden. Nur nach einem mehrmonatigen Lehrgang mit abschließender Prüfung zum Schriftleiter war dann eine Tätigkeit möglich. Somit besaß jeder Schriftleiter gleichsam einen beamtenähnlichen Status, der von ihm verlangte, loyal zum (nationalsozialistischen) Staat zu sein. Deshalb benötigte er, wie alle Beamten während der Zeit des Nationalsozialismus, überdies einen Ariernachweis. Juden waren somit grundsätzlich von der Berufsausübung ausgeschlossen, wobei einige Ausnahmen auf das von Hindenburg eingeführte Frontkämpferprivileg zurückgingen. Außerdem musste der Journalist mindestens 21 Jahre alt sein.
Dem Schriftleiter vorgesetzt war der Hauptschriftleiter. Ihm oblag die Verantwortung über die Einhaltung des Gesetzes sowie die Verantwortlichkeit über den Inhalt einer Zeitung. Da andererseits der (Haupt-)schriftleiter den Richtlinien und Weisungen der Reichspressekammer – und damit dem RMVP, das dieser vorgesetzt war – unterstand, war der Verleger häufig nicht mehr in der Lage, auf den Inhalt der Zeitung Einfluss zu nehmen. Der Verleger konnte den Schriftleiter nicht ohne Erlaubnis der Reichspressekammer kündigen oder einstellen.
Die Neue Zürcher Zeitung schrieb zur Verabschiedung des Schriftleitergesetzes:

„Infolgedessen wird die Aufgabe der Presse von Grund aus verändert. Sie besteht wesentlich darin, nicht mehr zu diskutieren, sondern zu interpretieren und die Entschlüsse der Regierung mit den Argumenten unterbauen zu helfen, die sie beizubringen vermag.“

Mit Inkrafttreten des Gesetzes verloren etwa 1300 Journalisten ihre Arbeit. Viele liberale Zeitungen, wie z. B. die Vossische Zeitung in Berlin, mussten daraufhin ihr Erscheinen einstellen.